# Belgische Unihockeynationalmannschaft
Die belgische Unihockeynationalmannschaft präsentiert Belgien bei Länderspielen und internationalen Turnieren in der Sportart Unihockey. Die belgische Nationalmannschaft konnte sich noch für keine Hauptrunde der Weltmeisterschaft qualifizieren. Sie spielten jeweils in der B-Division und spielten um den Aufstieg in die A-Division der Weltmeisterschaft. Sie erreichten dabei jeweils den vorletzten Rang, welcher über die gesamte Weltmeisterschaft den 23. bzw. 26. Platz darstellt.

## Platzierungen

### Weltmeisterschaften
| WM   | Austragungsort(e)                              | Platz              |
| ---- | ---------------------------------------------- | ------------------ |
| 1996 | Skellefteå, Uppsala, Stockholm                 | –                  |
| 1998 | Brünn, Prag                                    | –                  |
| 2000 | Drammen, Oslo, Sarpsborg                       | –                  |
| 2002 | Helsinki                                       | 23. Platz          |
| 2004 | Zürich, Kloten                                 | 26. Platz          |
| 2006 | Helsingborg, Malmö, Botkyrka, Solna, Stockholm | –                  |
| 2008 | Ostrava, Prag                                  | –                  |
| 2010 | Helsinki, Vantaa                               | nicht qualifiziert |
| 2012 | Zürich, Bern                                   | nicht qualifiziert |
| 2014 | Göteborg                                       | nicht qualifiziert |
| 2016 | Riga                                           | nicht qualifiziert |
| 2018 | Prag                                           | nicht qualifiziert |
| 2021 | Helsinki                                       | nicht qualifiziert |
| 2022 | Zürich, Winterthur                             | nicht qualifiziert |

## Trainer
- 2008-jetzt Marcus Frisk